# تاكيس بانتليس
تاكيس بانتليس (باليونانية: Τάκης Παντέλης)‏ هو لاعب كرة قدم يوناني في مركز حراسة المرمى، ولد في 1955 في أثينا في اليونان. شارك مع منتخب اليونان لكرة القدم. أما مع النوادي، فقد لعب مع نادي باوك.